# Зураевы
Зура́евы (осет. Зуратæ) ― дигорский род (фамилия).

### Происхождение
Фамилия происходит из селения Ахсау (осет. диг. Æхсæуæ), расположенного в Дигорском ущелье у места впадения реки Билягидон в реку Урух. Согласно фамильной легенде, основатель рода Зура вместе с отцом Хорца, и тремя братьями - Саки, Гагосом и Есе пришли в Ахсау из Ассии. Время переселения в Ахсау и возникновение рода, исходя из даты первого упоминания и размера фамилии на тот момент, предположительно относится к середине XVIII века.

### Упоминание в письменных источниках
Первое упоминание рода Зураевых в письменных источниках относится к началу XIX века. В 1819 году по заданию российского правительства грузинская христианская миссия крестила в православие жителей горной Дигории. В списках крещенных, в селении "Агъсавс" (иск. Ахсау) указано два семейства Зураевых.
Два семейства Зураевых проживающих в селении Ахсау упомянуто в семейном списке Дигорского народа 1847 года. Шесть семейств проживающих в Ахсау и Дур-Дуре, указаны в посемейных списках населенных пунктов Владикавказского округа Терской области на 1886 год.

### Сословный статус
Согласным данным посемейных списков населенных пунктов Владикавказского округа Терской области на 1886 год, главы семейств Зураевых обладали родовой землей в селении Ахсау. Обладание родовой землей относит род к сословию уездонов - равноправных членов Дигорской гражданской общины.
По данным посемейных списков 1886 года, Гайсан Зураев (осет. диг. Зурати Гайсæн), чья семья состояла из 20 человек, был богатейшим жителем Ахсау, обладавшим следующим имуществом - каменный дом, родовой земли 7 пахотных участков, сенокосов 6 участков, водяная мельца объемом в сутки 3 мешка, лошадей 3, крупного рогатого скота 19, овец 400.

Наряду с другими фамилиями селения Ахсау, Зураевы не признавали власть Баделятов над собой, никому не подчинялись и не платили подати. В 1872 году в прошении поданном в Комиссию по разбору личных прав горцев от лица всех жителей Ахсау Созо Зураевым (осет. диг. Зурати Созо) и Кубади Цалиевым, в частности было сказано:
"мы происходим от самостоятельных предков, нисколько не зависевших от других соседних лиц и фамилий, но всегда бывавших или равных как по происхождению, так и по правам."
По итогам работы комитетов и комиссий Российской Империи по разбору сословно-поземельных прав горцев Северного Кавказа, наряду с другими уездонами Дигорского общества, отнесены к простому сословию.

### Расселение
Начиная со второй половины XIX века представители фамилии начинаю переселяться из Ахсау в равнинные дигорские селения - Дур-Дур, Урсдон, Дзагепбарз. В XX веке начинается переселение во Владикавказ. С конца XX века основная часть фамилии проживает во Владикавказе.

### Конфессиональная принадлежность
В 1819 году фамилия крещена в православное христианство. По состоянию на 1886 год часть фамилии проживающая в селении Дур-Дур исповедовала мусульманство суннитского толка.

### Участие в войнах

#### Великая Отечественная война
19 представителей фамилии было призвано в ряды Красной армии в годы Великой Отечественной войны, погибло - 17, вернулось с фронта - 2.

### Генеалогия
Родственными фамилиями (осет. диг. æрвадæлтæ) Зураевых являются Сакиевы и Гагосовы, происходящие от родных братьев Зура - Саки и Гагоса, а также Бакуловы происходящей от младшего сына Зура Налук-Бакула.
Генетическая генеалогия
- 203105 ― Alan Zuraev ― G2a2b2a1c1a2(G2a3b1a3a1b) DYS568=9, Z1903+, Z724+, Z3428+[9]

## Известные представители
- Филипп (Дзегка) Александрович Зураев (1888 - 1980) — американский инженер, историк-исследователь, автор книги "Северные иранцы Восточной Европы и Северного Кавказа".
- Аузби Борисович Зураев (1926 - 2020) — российский общественный деятель, председатель общественной организации жертв политических репрессии "Номаран".
- Виктор Борнафович Зураев (род. 1963) — полковник белорусского МВД, командир спецподразделения "Алмаз".
- Эльбрус Савкуейвич Зураев (род. 1982) — российский футболист.
- Залина Эдиковна Зураева (род. 2003) — российская дзюдоистка, чемпионка России 2023 года.